# Lange schar
De lange schar (Hippoglossoides platessoides) is een straalvinnige vissensoort uit de familie van de schollen (Pleuronectidae). De wetenschappelijke naam van de soort werd in 1780 als Pleuronectes platessoides gepubliceerd door Otto Fabricius.

## Kenmerken
De lange schar heeft een langwerpig, asymmetrisch lichaam dat zijdelings sterk afgeplat is. De mond is groot en reikt tot onder het rechteroog. De rugvin begint boven het linkeroog. De zijlijn is bijna recht, de schubben zijn ruw. Lange scharren zijn zelden langer dan 40 centimeter, de langste bewezen lengte was 82,6 centimeter. Het vlees van de lange schar is waterig en wordt voornamelijk verwerkt tot vismeel.

## Verspreiding en leefgebied
De lange schar is een veelvoorkomende platvis uit de Noord-Atlantische Oceaan. De soort komt voor rond de Britse Eilanden, in de Noordzee, in het Skagerrak en Kattegat, langs de kust van Noorwegen tot de zuidelijke Barentszzee en de Witte Zee, evenals de Faeröer, IJsland, de zuidwestkust van Groenland en rond Newfoundland. Er worden twee ondersoorten onderscheiden: H. p. platessoides in de noordwestelijke Atlantische Oceaan en H. p. limandoides in de noordoostelijke Atlantische Oceaan.
Lange scharren leven op zachte bodems, op een diepte van 90 tot 250 meter, bij temperaturen van -0,5 tot 2,5 °C. Ze voeden zich met zee-egels, slangsterren, wormen, schaaldieren en kleine vissen en worden zelf bejaagd door roggen, kabeljauw, leng en heilbot. 

## Voortplanting
De vissen paaien in het voorjaar, op dieptes van 100 tot 200 meter, in bijna het hele verspreidingsgebied. Er worden 50.000 tot 300.000 eieren gelegd, die pelagisch zijn en 2 tot 3 mm in diameter. De ongeveer 5 mm lange larven komen na twee weken uit. Met een lengte van 20 tot 30 mm gaan de aanvankelijk pelagische larven over op het bodemleven. De dieren van de Noordzee worden na 2 tot 3 jaar geslachtsrijp met een lengte van 15 tot 20 centimeter. De arctische lange schar groeit veel langzamer.